# くるり〜誰が私と恋をした?〜
『くるり〜誰が私と恋をした?〜』（くるり だれがわたしとこいをした）は、2024年4月9日から6月18日まで、TBS系「火曜ドラマ」枠で放送されたテレビドラマ。主演は本作がGP帯の連続ドラマ初主演となる生見愛瑠。
素を見せず悪目立ちしないように生きてきた主人公が、恋の相手と本当の自分を探すラブコメミステリー。

## あらすじ
緒方まことはとある事故で記憶を失う。プレゼント用の指輪を持っていたことを覚えていたが、それを誰に贈る予定だったかわからなくなる。
ある日、まことの前に3人の男性が現れ、それぞれが彼女に過去の関係を主張する。しかし、彼らは皆嘘をついていた。
まことは、恋の相手と本当の自分を探すことに。

## キャスト

### 主要人物
緒方まこと（おがた まこと）〈24〉
演 - 生見愛瑠（8歳時：水谷瑚々）
主人公。とある事故で記憶を失う。平成11年5月5日生まれ。
西公太郎（にし こうたろう）〈33〉
演 - 瀬戸康史
自称・元恋人。フラワーショップ「Fleur Style Recollection」の店主。
朝日結生（あさひ ゆうき）〈25〉
演 - 神尾楓珠
自称・唯一の男友達。飲料メーカー「モンドビバレッジ」の営業部に勤務。まことの元同僚。
板垣律（いたがき りつ）〈23〉
演 - 宮世琉弥
自称・運命の相手。アプリ制作会社「UBARS」代表。

### 周辺人物
平野香絵（ひらの かえ）〈27〉
演 - 丸山礼
まことが住むマンションの隣人。カフェ「CAFE & DINING 22」の店員。あるきっかけでまことと仲良くなる。
立川杏璃（たちかわ あんり）〈42〉
演 - ともさかりえ
リングショップ「gram」の指輪職人。
早瀬類（はやせ るい）〈26〉
演 - 高野洸
「gram」のスタッフ。
今野愛（こんの あい）〈28〉
演 - 小日向ゆか
「Fleur Style Recollection」の店員。

### 井口メンタルクリニック
井口太郎（いぐち たろう）〈63〉
演 - 肥後克広
医師。まことの主治医。
井口千草（いぐち ちぐさ）〈58〉
演 - 片平なぎさ
スタッフ。太郎の妻。若年性認知症の影響で太郎のことを兄と人物誤認している。
野々村美智子
演 - 大山きか
受付。

### その他
豊田美緒（とよだ みお）〈6〉
演 - 村方乃々佳
公太郎のことが大好きな女の子。
豊田
演 - 小池唯（第2話 - ）
美緒の母。
松永
演 - 菊池亜希子
「モンドビバレッジ」営業部の派遣社員。サポートしていたまことが退職したことで契約期間が延長された。
「UBARS」社員
演 - 瀬野一至（役名：品川）、鳴水涼（役名：上杉）、中瀬古隆誠、舩本愛斗、松本一樹、柊木千愛、真弓、蓼沼優衣
律の部下。

### ゲスト

#### 第1話
警察官
演 - 吉住
まことの転落事故は事件性なしとされたと病室に報告に来た警察官。
波多野、滝、田中
演 - 沢井美優（第2話）、高瀬英璃（第2話）、青島心（第2話）
「モンドビバレッジ」営業部でのまことの同僚。
部長
演 - 林和義（第2話・第5話）
「モンドビバレッジ」営業部・部長。
白井
演 - 佐藤タダヤス
「モンドビバレッジ」営業部のセクハラ社員。
社員
演 - 奥田啓太（第2話）、さのひびき（役名：近藤）（第2話）
「何か前より今の緒方さんのほうがいいな」「実はかわいくね？」などと話している「モンドビバレッジ」営業部の社員。
精神科医、看護師
演 - 眼鏡太郎、島邑みか
まことの記憶が戻らないのは、転落による外傷後健忘もしくは何らかの強い精神的ストレスによって解離性健忘を起こしていると思われる、と説明する。
受付
演 - 後藤ひろみ
まことが入院した世田谷総合病院の総合案内所。
店員
演 - 真崎かれん
まことが訪れたアパレルショップの店員。
子供たち
演 - 染谷彩良（第2話）、石川葵（第2話）、武井ダマセノ瑠珂（第2話）、奥出陽大（第2話）、石井楓薫（第2話）
木の枝に引っ掛かったバルーンを取るのを手伝ったことからまことと律が知り合う。
実はすべては律の仕込みだったことが判明する（第2話）。

#### 第2話
面接官
演 - 川守田政人
まことの就職面接をした「ふくまる醤油」の面接官。
面接官
演 - 西野大作、児島功一
まことが就職面接を受けた企業の面接官。
現場監督
演 - 日野出清
幼稚園から近いガード下を工事している。

#### 第3話
野沢拓
演 - 別府ともひこ（エイトブリッジ）
「gram」の客。彼女とお揃いで作ったリングをなくしたようだと来店する。
女性
演 - 馬渡綾
拓の彼女。
加藤大輔
演 - 大塚ヒロタ（第4話・第5話）
まことがかけた母宛の電話に出た男性。まことの義父。

#### 第4話
加藤百合子
演 - 坂井真紀（第5話）
まことの母。
加藤元太
演 - 木下瑛太（第2話・第5話）
まことの義理の弟。
男性
演 - 平野貴大
妻の誕生日に贈る花を「Fleur Style Recollection」に注文した客。
森
演 - 金沢きくこ
娘が自分の誕生日に贈った花を公太郎から受け取る客。
ゆあ
演 - 石田結愛
ハンバーグが美味しかったと話す親子連れの娘。

#### 第6話
上山由佳
演 - 田鍋梨々花
まことの自称"親友"だとSNSを通じて連絡してきた高校の同級生。
隼人
演 - 中山翔貴
まことの高校の同級生。水泳部の部長。
早藤智也（はやとう ともや）
演 - 池田永吉
まことの高校の同級生。まことは「はやとう」を「はやと」と聞き間違えてしまう。
男性
演 - 二神光
イベントスペース会社「S&T Space Town」の社員。律の知り合い。同窓会の会場となった東京都立日野原高等学校を手配する。
同級生
演 - 星野翼、但馬智、大野明香音、飯塚純音、皆瀬翔、高村竜馬、齊藤友暁
静岡県立伊豆北高等学校 3年B組同窓会に集まった都内在住の面々。
客
演 - 坂口千晴
「gram」に訪店し、まことが接客した女性。

#### 第7話
立川聡
演 - 浜中文一
杏璃の弟。公太郎の幼馴染。
茉希
演 - 池上紗理依
聡の婚約者。
立川
演 - 中田優子
杏璃と聡の母。
受付
演 - 真柳美苗
聡と茉希が挙式する結婚式場の受付。

#### 第8話
店長
演 - 松本実
朝日が懇意にしている居酒屋の店長。まことも来たことがあるという。
母親
演 - 金子ゆい
船が見たいと駆け出した子供の母親。律が子供を保護したが、その際に足首を捻った。
バーテンダー
演 - 大山竜一
閉店の時間になっても居眠りしている朝日を起こす。

#### 第9話
女性
演 - 鈴川琴音
リングケースに迷う「gram」の客。

#### 第10話
女性たち
演 - にしだまちこ、柿弘美
まことの転落事故があった神社の階段の前で噂話をしている女性たち。
後輩
演 - 南山あずさ、川原琴響、上杉柚葉、坪井楓侑
一流企業への内定が決まったまことを羨むインカレサークルの後輩たち。

#### 最終話
まことの父
演 - 武本健嗣
実父。

## スタッフ
- 脚本 - 吉澤智子、藤平久子[63]
- 音楽 - 末廣健一郎、MAYUKO[63]
- 主題歌 - Da-iCE「I wonder」（avex trax）[64]
- 演出 - 松木彩、大内舞子[63]
- プロデューサー - 八木亜未[1]
- 編成 - 武田梓[63]
- 製作 - 大映テレビ、TBS[63]

## 放送日程
| 話数                                                         | 放送日  | サブタイトル                  | 脚本              | 演出     | 視聴率 |
| ------------------------------------------------------------ | ------- | ----------------------------- | ----------------- | -------- | ------ |
| 第1話                                                        | 4月09日 | 記憶喪失と恋の四角関係!?      | 吉澤智子          | 松木彩   | 5.8%   |
| 第2話                                                        | 4月16日 | 男性陣が急接近!?律は何者?     | 吉澤智子          | 松木彩   | 5.3%   |
| 第3話                                                        | 4月23日 | 恋心だだ漏れの指先            | 吉澤智子          | 松木彩   | 5.3%   |
| 第4話                                                        | 4月30日 | 忘れられた誕生日              | 吉澤智子          | 大内舞子 | 5.6%   |
| 第5話                                                        | 5月07日 | 母との再会で記憶が蘇る!?      | 吉澤智子          | 大内舞子 | 5.0%   |
| 第6話                                                        | 5月14日 | 自称親友と第4の指輪候補登場   | 吉澤智子 藤平久子 | 松木彩   |        |
| 第7話                                                        | 5月21日 | 大喧嘩で四角関係が大変化!?    | 吉澤智子          | 松木彩   | 5.1%   |
| 第8話                                                        | 5月28日 | 好きだ-四角関係終わりの始まり | 吉澤智子          | 大内舞子 | 5.2%   |
| 第9話                                                        | 6月04日 | 蘇る記憶と新たな“嘘”          | 吉澤智子          | 大内舞子 | 5.5%   |
| 第10話                                                       | 6月11日 | 2つの恋心                     | 吉澤智子          | 松木彩   | 5.6%   |
| 最終話                                                       | 6月18日 | 私が恋したのは-               | 吉澤智子          | 松木彩   | 5.8%   |
| （視聴率はビデオリサーチ調べ、関東地区・世帯・リアルタイム） |         |                               |                   |          |        |